# What Separates Me from You
What Separates Me from You —en español: Lo que me separa de ti— es el cuarto álbum de estudio de la banda estadounidense A Day to Remember, y su tercero con el sello Victory Records. El disco estaba planeado para lanzarse en octubre de 2010, pero se retrasó hasta mediados de noviembre del mismo año. El álbum se grabó entre mayo y el 23 de julio de 2010, principalmente en The Wade Studios, en Ocala, Florida. Chad Gilbert estuvo a cargo de su producción, con la ayuda de Andrew Wade, y el vocalista de la banda, Jeremy McKinnon. También es el primero que cuenta con el guitarrista Kevin Skaff. El primer sencillo del álbum, «All I Want», alcanzó las posiciones doce y veinticinco en las listas Alternative Songs y Rock Songs de Billboard, respectivamente.
What Separates Me from You recibió en general buenas reseñas por parte de los críticos, quienes elogiaron su sonido. El álbum debutó en el puesto número once de la lista Billboard 200, y número uno en Alternative Albums, Hard Rock Albums y Independent Albums. No obstante, alcanzó la posición sesenta y seis en el conteo británico UK Singles Chart, y obtuvo la primera posición en el UK Rock & Metal Album Chart. Del disco se extrajeron otros dos sencillos: «All Signs Point to Lauderdale» y «It's Complicated». Estos alcanzaron las posiciones treinta y dos y treinta y cuatro en la lista Alternative Songs, respectivamente.

## Antecedentes
En 2009, mientras la banda se encontraba de gira promocionando Homesick, ocurrió un cambio de formación cuando el guitarrista Tom Denney dejó el grupo. Kevin Skaff, quien era en ese momento el guitarrista de Four Letter Lie, lo sustituyó. Sin embargo, Denney fue contratado para trabajar con la banda detrás de escenas. Todas las canciones de What Separates Me from You fueron escritas mientras estaban de gira, entre 2009 y 2010. Para marzo de 2010, el vocalista Jeremy McKinnon declaró que la banda ya tenía todas las ideas de las canciones pop/punk escritas, y que iban a escribir cinco canciones pesadas.

## Grabación
McKinnon y Skaff trabajaron en las canciones antes de mostrárselas a la banda. Cuando tuvieron las ideas para todas las canciones, trabajaron en ellas con el resto de los miembros de A Day to Remember. La preproducción se llevó a cabo en un estudio improvisado por Andrew Wade. Joshua Woodard comentó que la banda estaba ensayando de 11 a. m. hasta 9 p. m. y todo lo que hacían era sentarse y tocar. Mientras que la banda pensó que se estaban convirtiendo en mejores compositores, Woodard declaró que se estaban volviendo «más pesados y más pop».

## Lista de canciones
| What Separates Me from You |                                      |          |  |
| N.º                        | Título                               | Duración |  |
| 1.                         | «Sticks & Bricks»                    | 3:17     |  |
| 2.                         | «All I Want»                         | 3:23     |  |
| 3.                         | «It's Complicated»                   | 2:57     |  |
| 4.                         | «This Is the House That Doubt Built» | 3:30     |  |
| 5.                         | «2nd Sucks»                          | 2:28     |  |
| 6.                         | «Better Off This Way»                | 3:26     |  |
| 7.                         | «All Signs Point to Lauderdale»      | 3:17     |  |
| 8.                         | «You Be Tails, I'll Be Sonic»        | 3:48     |  |
| 9.                         | «Out of Time»                        | 3:27     |  |
| 10.                        | «If I Leave»                         | 3:24     |  |
| 32:58                      |                                      |          |  |

## Posicionamiento en listas
| País           | Listas                       | Mejor posición |
| 2010           | 2010                         | 2010           |
| -------------- | ---------------------------- | -------------- |
| Australia      | Australian Albums Chart      | 24             |
| Estados Unidos | Alternative Albums           | 1              |
| Estados Unidos | Billboard 200                | 11             |
| Estados Unidos | Digital Albums               | 4              |
| Estados Unidos | Hard Rock Albums             | 1              |
| Estados Unidos | Independent Albums           | 1              |
| Estados Unidos | Rock Albums                  | 2              |
| Estados Unidos | Tastemaker Albums            | 8              |
| Reino Unido    | UK Albums Chart              | 20             |
| Reino Unido    | UK Rock & Metal Albums Chart | 1              |

### Sucesión en listas
| Predecesor: Come Around Sundown de Kings of Leon | Alternative Albums — Álbum número uno 4 de diciembre de 2010 — 11 de diciembre de 2010 | Sucesor: Danger days: the true lives of the Fabulous Killjoys de My Chemical Romance |
| Predecesor: Greatest Hits de Bon Jovi            | Hard Rock Albums — Álbum número uno 4 de diciembre de 2010 — 11 de diciembre de 2010   | Sucesor: Greatest Hits de Bon Jovi                                                   |
| Predecesor: My Kinda Party de Jason Aldean       | Independent Albums — Álbum número uno 4 de diciembre de 2010 — 11 de diciembre de 2010 | Sucesor: My Kinda Party de Jason Aldean                                              |

### Anuales
| País           | Listas             | Mejor posición |
| 2010           | 2010               | 2010           |
| -------------- | ------------------ | -------------- |
| Estados Unidos | Alternative Albums | 26             |
| Estados Unidos | Billboard 200      | 184            |
| Estados Unidos | Hard Rock Albums   | 6              |
| Estados Unidos | Independent Albums | 9              |
| Estados Unidos | Rock Albums        | 34             |

## Créditos y personal
| - David Bendeth: mezcla. - Mike Cortada: ilustración del booklet. - Tom Denney: compositor. - Rob Dobie: ilustración del digipack. - Chad Gilbert: compositor, productor. - Ted Jensen: masterización. | - Dan Korneff: mezcla. - Jeremy McKinnon: compositor, coproductor, director de arte, voz. - Alex Shelnutt: batería. - Kevin Skaff: compositor, coros, guitarra. - Andrew Wade: compositor, ingeniero de sonido. - Neil Westfall: compositor, guitarra. - Joshua Woodard: bajo. |

Fuentes: Allmusic y folleto de What Separates Me from You.

## Certificaciones
| País           | Organismo certificador | Certificación | Ventas certificadas | Ref.   |
| -------------- | ---------------------- | ------------- | ------------------- | ------ |
| Estados Unidos | RIAA                   | Oro           | 500 000             | [ 18 ] |
| Reino Unido    | BPI                    | Plata         | 60 000              | [ 19 ] |